# Katolická církev v Severní Makedonii

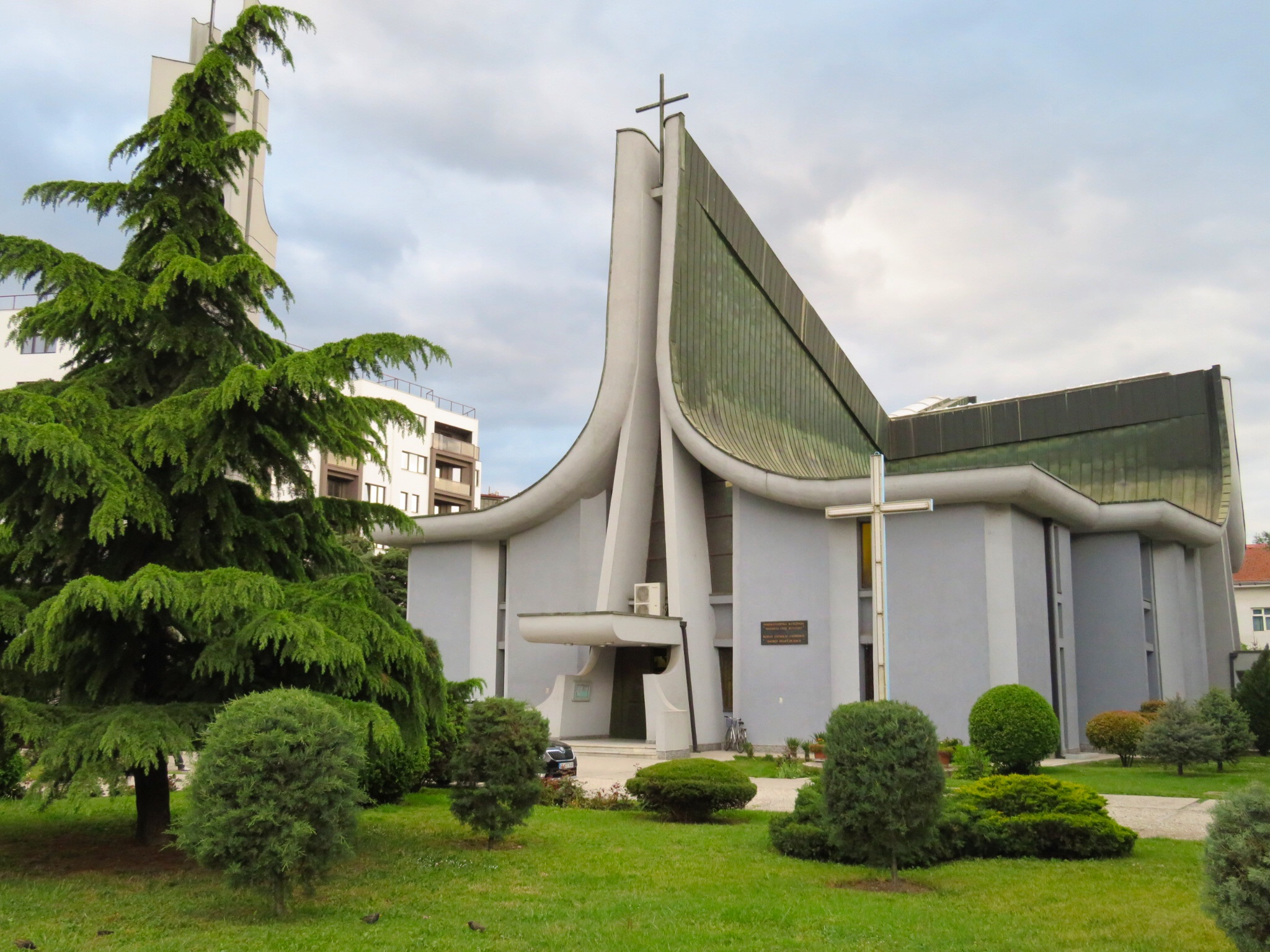
Římskokatolická katedrála Nejsvětějšího srdce Ježíšova ve Skopje

Katolická církev v Severní Makedonii je součástí všeobecné katolické církve pod vedením papeže a Svatého stolce. Katolíci tvoří v zemi menšinu (většina je pravoslavná; katolíků je v zemi asi 15 000, tedy 0,72 % obyvatelstva). Přesto ze Severní Makedonie pocházela svatá Matka Tereza.

## Organizační struktura
V zemi působí jediná diecéze latinského ritu, diecéze Skopje, která je momentálně sufragánní k arcidiecézi sarajevské. Pro věřící byzantského ritu (řeckokatolíky) je zřízena Eparchie Panny Marie Nanebevzaté ve Strumici-Skopje, která je s latinskou diecézí spojena in persona episcopi. Makedonští biskupové jsou členy Mezinárodní biskupské konference svatých Cyrila a Metoděje (společně s biskupy Srbska, Kosova a Černé Hory).

## Apoštolská nunciatura
Od roku 1994 má země standardní vztahy ke Svatému stolci, a tak v zemi působí apoštolský nuncius.